# Гакні-Сентрал (станція)
51°32′49″ пн. ш. 0°03′21″ зх. д. / 51.547° пн. ш. 0.0559° зх. д.
Гакні-Сентрал (англ. Hackney Central) — станція Північно-Лондонської лінії London Overground. Станція розташована у 2-й тарифній зоні, між станціями Долстон-Кінгсланд та Гомертон, у районі Гакні, боро Гекні, Лондон. Пасажирообіг на 2019 рік — 4.829 млн осіб.
Конструкція станції — наземна відкрита з двома прямими береговими платформами.

## Історія
- 26. вересня 1850: відкриття станції як Гакні
- 1. грудня 1870: передислокація станції на сьогоденне місце
- 1944: закриття станції
- 12. травня 1980: повторне відкриття станції як Гакні-Сентрал

## Пересадки
- на автобуси оператора London Buses маршрутів: 30, 38, 48, 55, 106, 236, 242, 253, 254, 276, 277, 394, W15 та нічні маршрути N38, N55, N253[3][4]
- на станцію Гакні-Даунс ліній Лі-валлі, Чингфорд London Overground та Greater Anglia National Rail

## Послуги
| Попередня станція | Лінія | Лінія                                       | Лінія | Наступна станція |
| ----------------- | ----- | ------------------------------------------- | ----- | ---------------- |
| Долстон-Кінгсланд |       | London Overground Північно-Лондонська лінія |       | Гомертон         |